# Microregione di Serrinha
Serrinha è una microregione dello Stato di Bahia in Brasile, appartenente alla mesoregione di Nordeste Baiano.

## Comuni
Comprende 18 municipi:
- Araci
- Barrocas
- Biritinga
- Candeal
- Capela do Alto Alegre
- Conceição do Coité
- Gavião
- Ichu
- Lamarão
- Nova Fátima
- Pé de Serra
- Retirolândia
- Riachão do Jacuípe
- Santaluz
- São Domingos
- Serrinha
- Teofilândia
- Valente